# Ruta D027 (Paraguay)
La Ruta Departamental 027, abreviado D027, es una carretera en Paraguay que une la ciudad de Fernando de la Mora (desde el cruce D066) con la ciudad de Itá (cruce con PY01). Su extensión es de 30 km. y está ubicada en el departamento Central, en la frontera con Asunción.
Por mucho tiempo, esta parte del tramo era considerada como la Ruta Nacional 1. Sin embargo, desde julio de 2019, con la recategorización de las rutas nacionales, esta ruta dejó de ser parte de la ruta nacional para pasar a ser ruta departamental, denominada D027, con la Resolución N.º 1090/2019 del Ministerio de Obras Públicas y Comunicaciones, mientras que la actual ruta PY01 comienza en el cruce de las avenidas Defensores del Chaco y Acceso Sur.

## Localidades
Las ciudades y pueblos de más de 1.000 habitantes por los que pasa esta ruta de norte a sur son:
| Kilómetro | Localidad           | Departamento | Empalme   |
| --------- | ------------------- | ------------ | --------- |
| 0         | Fernando de la Mora | Central      | Ruta D066 |
| 6         | San Lorenzo         | Central      | Ruta PY02 |
| 13        | Capiatá             | Central      |           |
| 18        | J. Augusto Saldívar | Central      |           |
| 30        | Itá                 | Central      | Ruta PY01 |

- Datos: Q104872835
- Multimedia: Route D027, Paraguay / Q104872835